# Медина, Хосе Торибио
Хосе Торибио Медина (исп. José Toribio Medina; 21 октября 1852, Сантьяго, Чили — 11 декабря 1930, Сантьяго, Чили) — чилийский историк, юрист, писатель и переводчик, дипломат, библиограф. Член Чилийской академии языка.
Имя Хосе Торибио Медина тесно связано с культурным наследием чилийской нации. Его вклад заключается в богатой коллекции работ, материалов и документов по испано-американской колониальной истории и литературе.

## Биография
Родился в семье адвоката и мирового судьи. Вместе с семьёй провёл детство в переездах разных городах Чили: Сантьяго, Талька, Вальпараисо.
Образование получил в Национальном институте под руководством крупнейшего чилийского историка XIX века Диего Барроса Арана. Затем изучал право в Университете Чили, который окончил юристом в 1873 году.
В возрасте 22 лет был назначен секретарём посольства в Лиме (Перу).

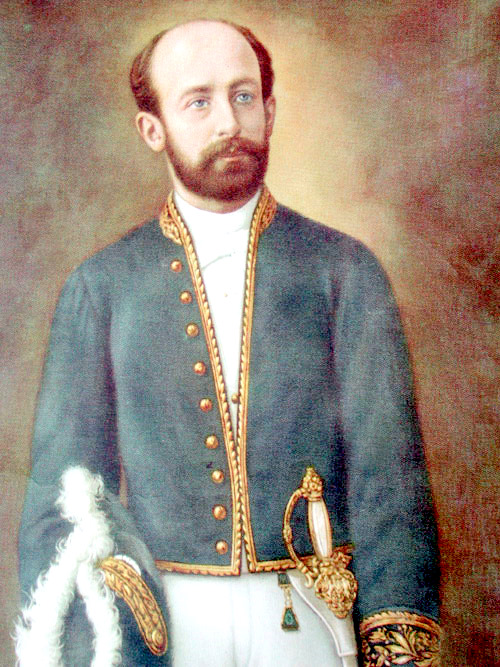
Портрет Хосе Торибио Медина. 1886 г.

После своего возвращения на родину опубликовал Историю чилийской литературы (1878), а также работу о аборигенских племенах Южной Америки (1884).
Позже, был секретарём посольства в Испании, где воспользовавшись возможностью, изучал архивные сокровища старых испанских библиотек. Эти исследования, повторяющиеся при последующих его визитах в Испанию, а также Францию и Англию, обогатили Медина массой исторического и библиографического материала. Среди его публикаций можно упомянуть Biblioteca hispano-americana , замечательный каталог неопубликованных документов, связанных с испанскими открытиями и колонизацией Чили.
Историк опубликовал также обширное исследование биографии Магеллана.
Политик. В 1891 стал бургомистром Сантьяго. Ушёл в отставку после самоубийства президента Чили Хосе Мануэля Бальмаседа, которого он поддерживал, и свернутого в результате Гражданской войны (1891).
После отставки эмигрировал, жил за границей (1891—1895).
Х. Т. Медина — автор целого ряда работ по истории Латинской Америки и библиографии Biblioteca Hispanoamericana 1493—1810 (7 томов, 1989—1907), около 282 книг, брошюр и статей.
Редактор и переводчик.